# Comuna Holbav, Brașov
Holbav (în germană: Hohlbach, în maghiară: Holbák) este o comună în județul Brașov, Transilvania, România, formată numai din satul de reședință cu același nume. Se găsește pe dealurile aflate la marginea sudică a Munților Perșani.

## Demografie
Componența etnică a comunei Holbav
     Români (92,54%)
     Alte etnii (0%)
     Necunoscută (7,46%)
Componența confesională a comunei Holbav
     Ortodocși (86,06%)
     Creștini după evanghelie (5,02%)
     Penticostali (1,13%)
     Alte religii (0,24%)
     Necunoscută (7,54%)
Conform recensământului efectuat în 2021, populația comunei Holbav se ridică la 1.234 de locuitori, în scădere față de recensământul anterior din 2011, când fuseseră înregistrați 1.309 locuitori. Majoritatea locuitorilor sunt români (92,54%), iar pentru 7,46% nu se cunoaște apartenența etnică. Din punct de vedere confesional, majoritatea locuitorilor sunt ortodocși (86,06%), cu minorități de creștini după evanghelie (5,02%) și penticostali (1,13%), iar pentru 7,54% nu se cunoaște apartenența confesională.

## Politică și administrație
Comuna Holbav este administrată de un primar și un consiliu local compus din 9 consilieri. Primarul, Lucian-Vasile Oprea[*], de la Partidul Social Democrat, este în funcție din 2008. Începând cu alegerile locale din 2024, consiliul local are următoarea componență pe partide politice:
|  | Partid                          | Consilieri | Componența Consiliului | Componența Consiliului | Componența Consiliului | Componența Consiliului |
|  | ------------------------------- | ---------- | ---------------------- | ---------------------- | ---------------------- | ---------------------- |
|  | Partidul Național Liberal       | 4          |                        |                        |                        |                        |
|  | Partidul Social Democrat        | 4          |                        |                        |                        |                        |
|  | Alianța pentru Unirea Românilor | 1          |                        |                        |                        |                        |

## Primarii comunei
- 2004[7] - 2008 - Oprea Gheorghe, de la PNL
- 2008[8] - 2012 - Oprea Lucian Vasile, de la PSD
- 2012[9] - 2016 - Oprea Lucian Vasile, de la PSD
- 2016[10] - 2020 - Oprea Lucian Vasile, de la PSD
- 2020[11] - 2024 - Oprea Lucian Vasile, de la PSD

## Personalități născute aici
- Lucian Scurtu (n. 1954), poet, membru al Uniunii Scriitorilor din România.